# Alex Datcher
Cynthia Alex Datcher (Chicago, 6 giugno 1962) è un'attrice statunitense.

## Biografia
Alex Datcher recita dal 1990, quando ha fatto la sua prima apparizione televisiva in un episodio di La bella e la bestia accanto a Ron Perlman, Linda Hamilton, Stephen McHattie ed Edward Laurence Albert.
Il suo debutto cinematografico è stato invece due anni dopo, nel dramma d'azione Rabbia e onore, con Brian Thompson e Tim de Zarn.
Più tardi, sempre nel 1992, ha fatto la sua apparizione più famosa nel film Passenger 57 - Terrore ad alta quota con Wesley Snipes e Robert Hooks (il cui figlio ha diretto il film) interpretando la parte principale femminile, una hostess. Successivamente ha avuto numerosi ruoli secondari in molti film. 
Tornando alla televisione, è stata ospite in varie serie TV come in Star Trek: The Next Generation (1993, in cui ha interpretato il guardiamarina Zandra Taitt nell'episodio "Descent, Part II" della settima stagione).
Inoltre, lei e Scott Grimes erano ospiti fissi di Goode Behavior della UPN, trasmesso durante la stagione 1996-97; e ha avuto un ruolo ricorrente in 18 Wheels of Justice, durante il quale ha lavorato con personaggi del calibro di Carlos LaCamara e Gavan O'Herlihy.
Più di recente, la Datcher ha avuto parti da guest star in episodi di The Tracy Morgan Show (2003) e Night Stalker (2006, con Gabrielle Union); ha avuto poi ruoli da protagonista in Checking Out (2005, con Tony Todd, David Bowe e Jasmine Jessica Anthony) e nella breve commedia Law & Order: Sport Utility Vehicle (2006, con Mark Chaet).
In campo pubblicitario, è apparsa in spot televisivi per Sprint e EarthLink (2004).

## Filmografia parziale

### Cinema
- Rabbia e onore (Rage and Honor), regia di Terence H. Winkless (1992)
- Netherworld, regia di David Schmoeller (1992)
- Inside Out III, regia di David Bernath, Stuart Cave, Nigel Dick, Martin Donovan, Charles McDougall, Alexander Payne, Paul Rachman, Bernard Rose, Yuri Sivo e John Wentworth  (1992)
- Passenger 57 - Terrore ad alta quota (Passenger 57), regia di Kevin Hooks (1992)
- Body Bags - Corpi estranei (Body Bags), regia di John Carpenter, Tobe Hooper e Larry Sulkis - non accreditato (1993)
- The Expert, regia di Rick Avery e da William Lustig - non accreditato (1995)
- Jury Duty, regia di John Fortenberry (1995)
- Last Exit to Earth, regia di Katt Shea (1996)
- Pressure Point, regia di David Giancola (1997)
- Distruggete Los Angeles! (Scorcher), regia di James Seale (2002)
- Checking Out, regia di Jeff Hare (2005)
- Law & Order: Sport Utility Vehicle - cortometraggio (2006)
- The Jokesters (2015)

### Televisione
- La bella e la bestia (Beauty and the Beast) - Serie TV, 1 episodio (1990)
- In Living Color - Serie TV, 1 episodio (1991)
- Street Justice - Serie TV, 2 episodi (1992–1993)
- Perry Mason - Serie TV, 1 episodio (1993)
- Star Trek: The Next Generation - Serie TV, 1 episodio (1993)
- Mr. Cooper (Hangin’ with Mr. Cooper) - Serie TV, 1 episodio (1993)
- L'ispettore Tibbs (In the Heat of the Night) - serie TV, 1 episodio (1994)
- The Sinbad Show - Serie TV, 1 episodio (1994)
- The Watcher - Serie TV, 1 episodio (1995)
- Un detective in corsia (Diagnosis: Murder) - Serie TV, 1 episodio (1995)
- I viaggiatori (Sliders) - Serie TV, 1 episodio (1996)
- Martin - Serie TV, 1 episodio (1995)
- Sister, Sister - Serie TV, 1 episodio (1995)
- Good Behavior - Serie TV, 1 episodio (1996–1997)[4]
- Jarod il camaleonte (The Pretender) - Serie TV, 1 episodio (1997)
- Pacific Blue - Serie TV, 1 episodio (1997)
- Brimstone - Serie TV, 1 episodio (1998)
- The Steve Harvey Show - Serie TV, 1 episodio (1999)
- Superboy Scott (Up, Up, and Away!) - Serie TV (2000)
- Grown Ups- Serie TV, 1 episodio (2000)
- Road to Justice - Il giustiziere (18 Wheels of Justice) - Serie TV, 5 episodi (2000–2001)
- Alabama Dreams - Serie TV, 1 episodio (2002)
- The Tracy Morgan Show - Serie TV, 1 episodio (2003)
- Night Stalker - Serie TV, 1 episodio (2006)
- Trek Untold - Serie TV, 1 episodio (2020)